# 탈구축

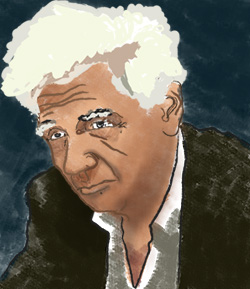
쟈크 데리다

탈구축(脫構築, 영어: deconstruction)은 텍스트와 의미의 상호관계를 이해하려는 하나의 기호학적 분석 방법으로,  탈구조, 해체, 해체주의, 해체이론 등으로도 부른다. 기원은 프랑스 철학자 자크 데리다의 1967년 저서 그라마톨로지(프랑스어: De la grammatologie, 영어: Of Grammatology)로, 이 연구에서 데리다는 이항대립이 의미와 가치의 구축에 쓰이는 모든 텍스트의 탈구축을 제안하였다. 탈구축은 서구 형이상학의 해체작업이자 일종의 자기비판으로서 의의를 가지고 있으며, 포스트모더니즘의 대표적인 키워드이기도 하다.
경직성과 일관성인 이성주의와 구조주의를 반대하고, 소외되어 있는 감성, 비주류, 여성, 아이, 유색인등의 소수계층에 대한 관심을 가짐으로써 재조명을 취하자는 것이 탈구축의 주된 목적이다. 해체주의에 대한 비판적인 측면은 기존의 것을 단순히 해체하다 보니 부작용 또한 크다는 것이다. 즉, 기존의 구조를 해체하게 되면, 비효율성과 불편함을 가져오는 경우가 생겨난다.

## 관련 인물
- 자크 데리다
- 롤랑 바르트
- 미셸 푸코
- 질 들뢰즈

## 같이 보기
- 사이먼 레이놀즈